# Monastero di San Giovanni Evangelista di Boldrone
Il monastero di San Giovanni Evangelista di Boldrone si trovava in via di Boldrone a Firenze, in zona Quarto.
Doveva il proprio nome all'eremita francese Boldrone che nel XIII secolo, transitando in queste zone, fondò un eremo, che passò poi ai Camaldolesi. Questo eremo venne collegato da un passaggio sospeso alla vicina villa La Quiete ai tempi di Cristina di Lorena, per adempiere alle necessità religiose nel suo luogo di ritiro permettendole un comodo transito al di sopra del manto stradale, tramite una sorta di corridoio vasariano in piccolo.
Il collegamento con la chiesa rendeva l'uso della villa particolarmente vantaggioso, per questo venne poi scelta come casa dell'ordine laico fondato da Eleonora Ramirez de Montalvo: non essendo facile richiedere una chiesa o oratorio privato (soprattutto a un ordine laico fondato da una donna già sposata, seppure vedova), la presenza del passaggio sospeso facilitava sicuramente la vita alle religiose. Solo nel 1686 Vittoria Della Rovere dotò la villa di una propria cappella (conosciuta oggi come chiesa delle Suore Montalve).
Il monastero venne poi soppresso tra la fine del Settecento e l'inizio dell'Ottocento, venendo ceduto a privati che lo riconvertirono in civile abitazione, oggi irriconoscibile nella sua primitiva funzione. A memoria dell'eremo di Boldrone resta oggi il nome della via e il tabernacolo di Boldrone.

## Altre immagini

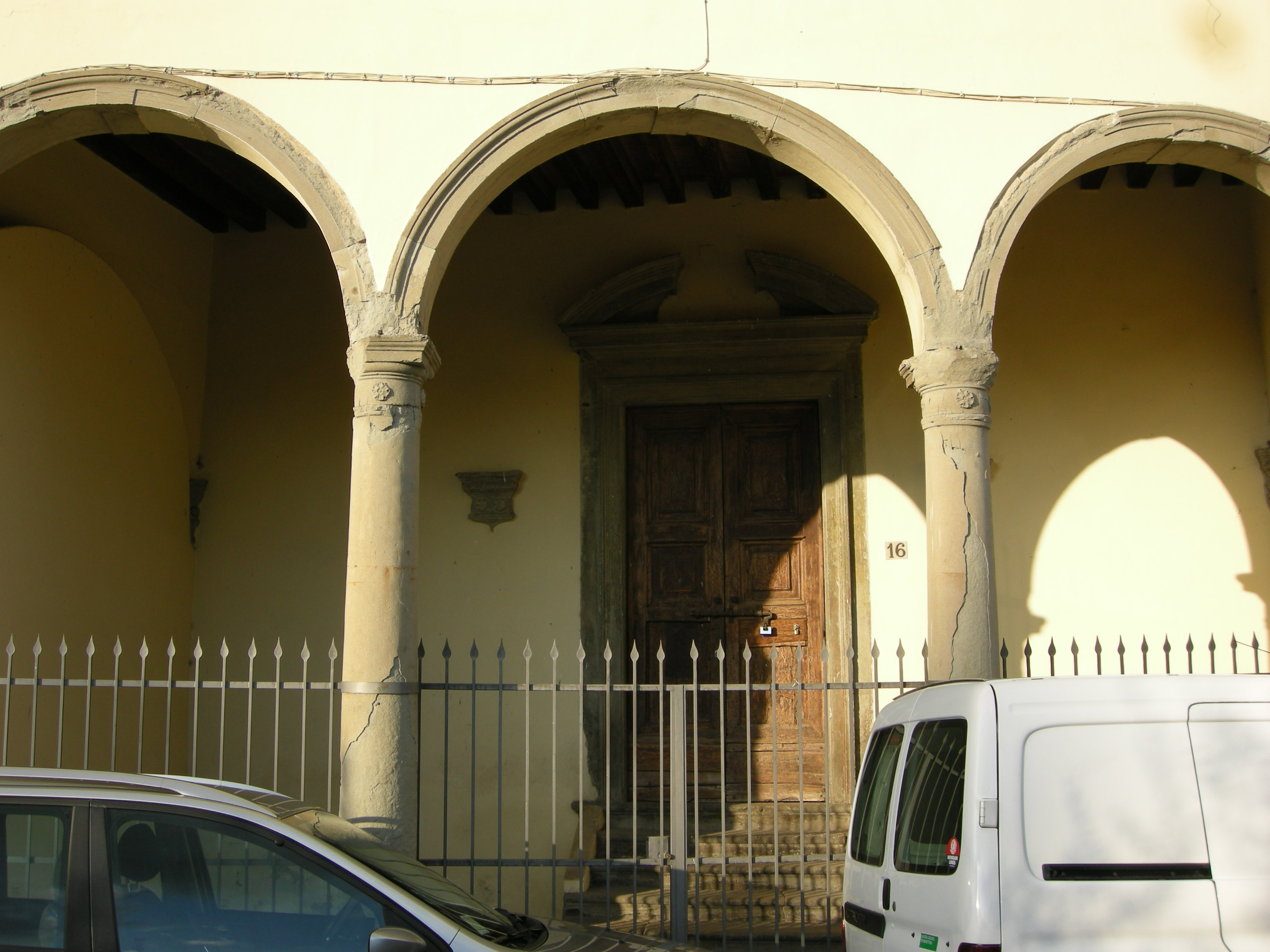
Portico
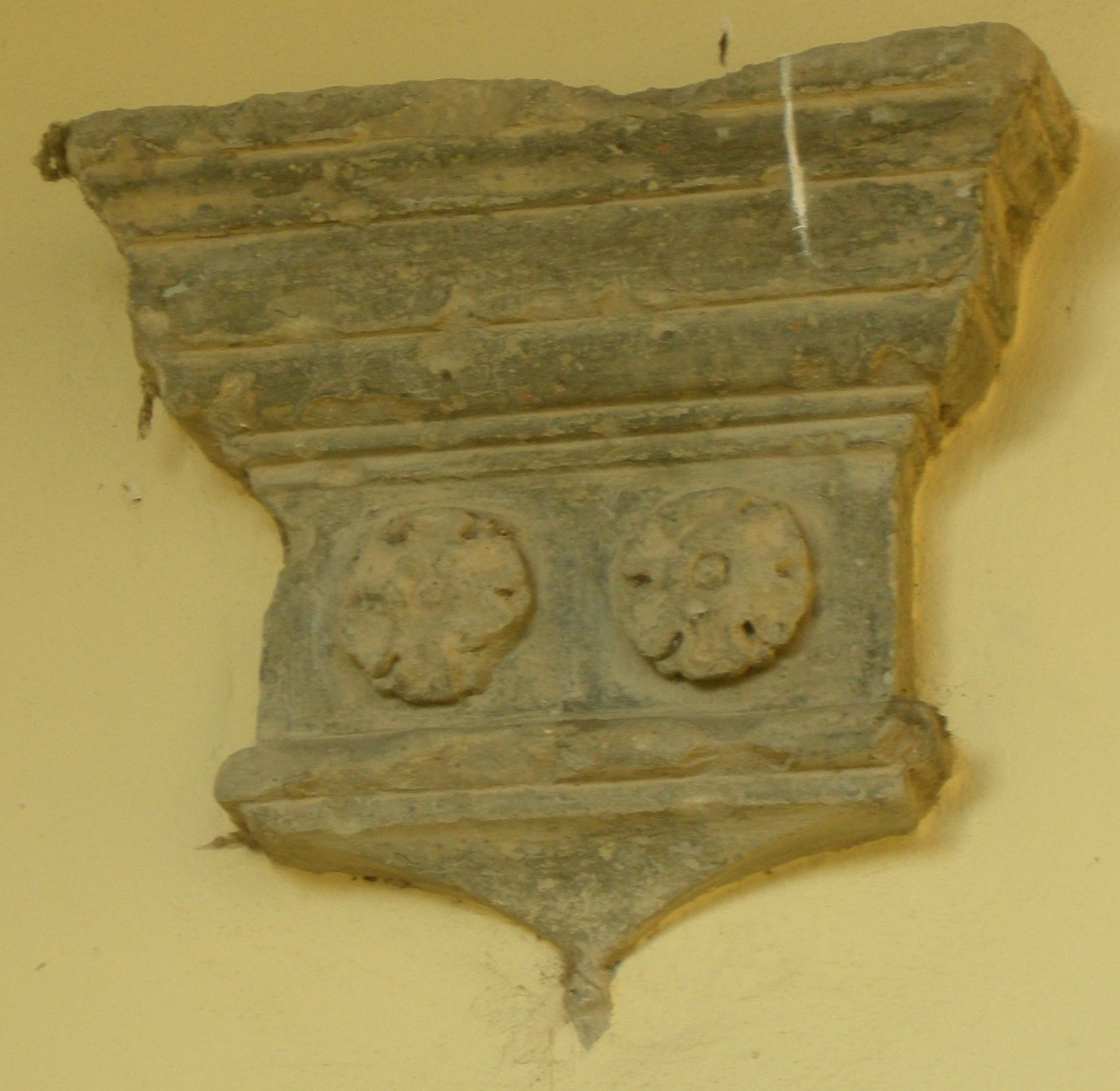
Peduccio
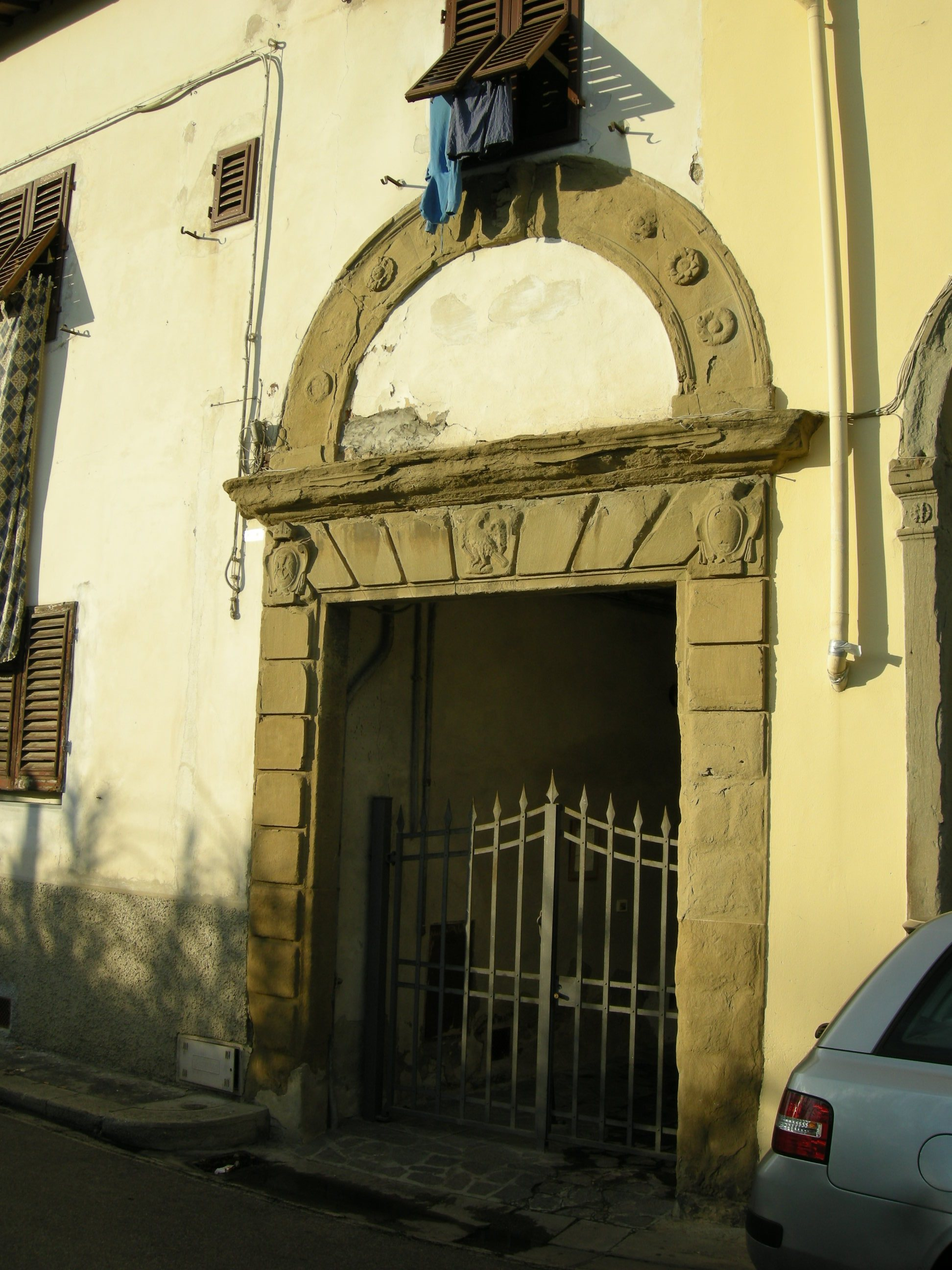
Portale del monastero